# 원갑희
원갑희(元甲喜, 1964년 6월 17일 ~ )은 대한민국의 제11대 충청북도의원이며, 제7대 충청북도 보은군의원이었다.

## 학력
- 관기국민학교 55회 졸업
- 보덕중학교 26회 졸업
- 청주신흥고등학교 3회 졸업

## 경력
- 관기리 새마을지도자
- 반석표고 농장대표
- 2011 충청북도 보은군의회 후보
- 마로면 새마을지도자 협의회장
- 마로면 자율방범대원
- 마로면 관리1리 새마을지도자
- 2012 제18대 대통령 선거 새누리당 충북도당 선거대책위원회 보은군 행복지원본부 선거대책위원
- 새누리당 충북도당 지역발전위원회 통일국방분과위원회 위원
- 2014.07 ~ 2018.06 제7대 충청북도 보은군의회 의원
- 2014.07 ~ 2016.07 제7대 충청북도 보은군의회 전반기 행정운영위원회 위원장
- 2014.07 ~ 2016.07 제7대 충청북도 보은군의회 전반기 예산결산특별위원회 위원장
- 2016.07 ~ 2018.06 제7대 충청북도 보은군의회 후반기 행정운영위원회 위원장
- 2016.07 ~ 2018.06 제7대 충청북도 보은군의회 후반기 예산결산특별위원회 위원
- 2021.04 ~ 2022.06 제11대 충청북도의회 의원
- 2021.04 ~ 2022.06 제11대 충청북도의회 후반기 산업경제위원회 위원

## 수상
- 새누리당 황우여 대표위원 표창
- 지방의정봉사상 (전국시군자치구의회의장협의회)

## 역대 선거 결과
|  | 6.26% |

|  | 45.29% |

|  | 30.56% |

|  | 28.55% |

|  | 41.16% |